# Obst

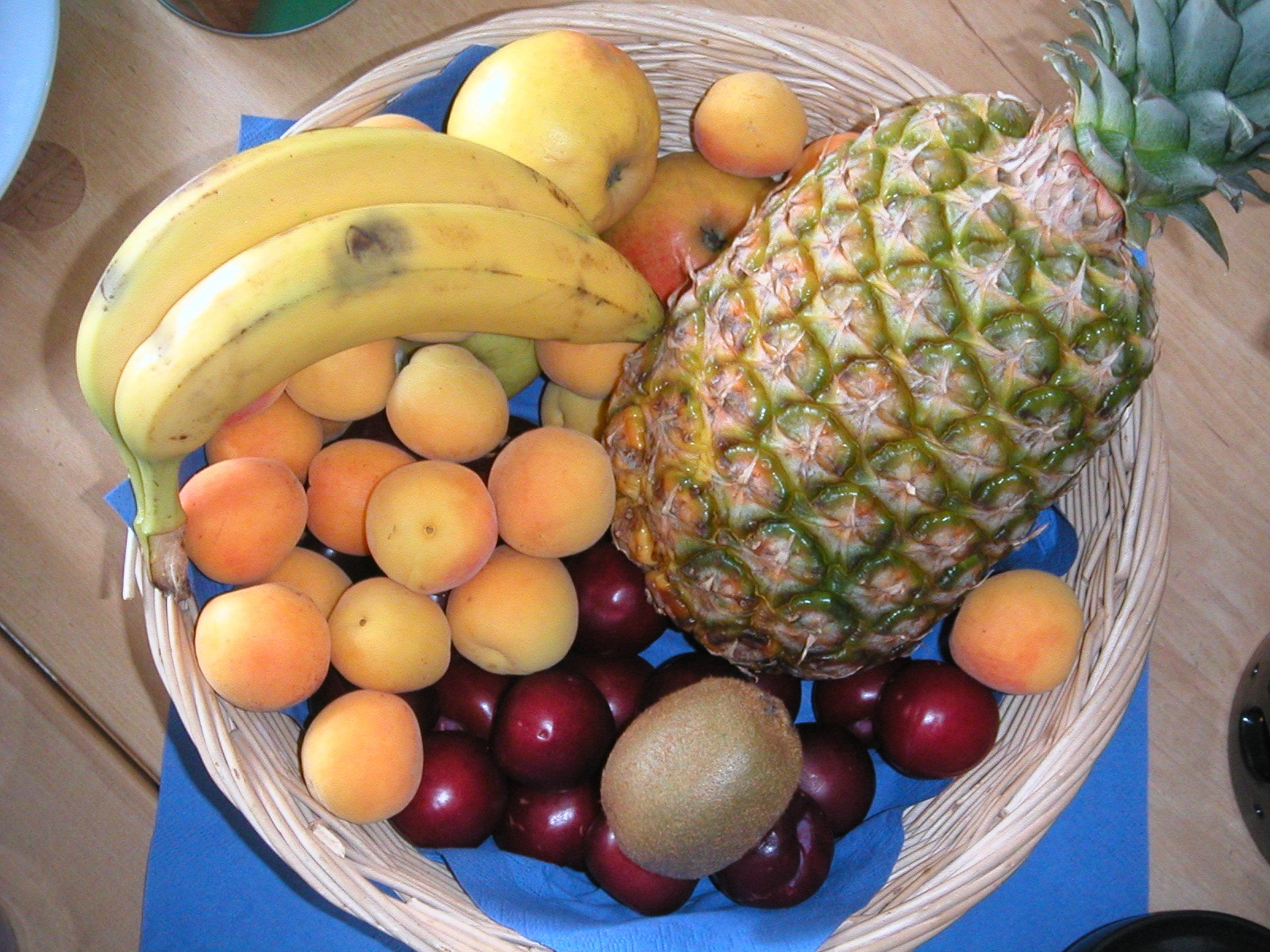
Obstkorb

Obst ist ein Sammelbegriff für für den Menschen roh genießbare, meist wasserhaltige Früchte oder Teile davon (beispielsweise Samen), die von Bäumen, Sträuchern und mehrjährigen Stauden stammen.
In Deutschland liegt der durchschnittliche tägliche Verzehr von Obst und Obsterzeugnissen (ohne Obstsäfte) laut der Nationalen Verzehrsstudie II bei Männern bei 230 Gramm und bei Frauen bei 278 Gramm.
Die Generalversammlung der Vereinten Nationen ernannte 2021 zum Internationalen Jahr des Obstes und Gemüses.

## Begriffsklärung

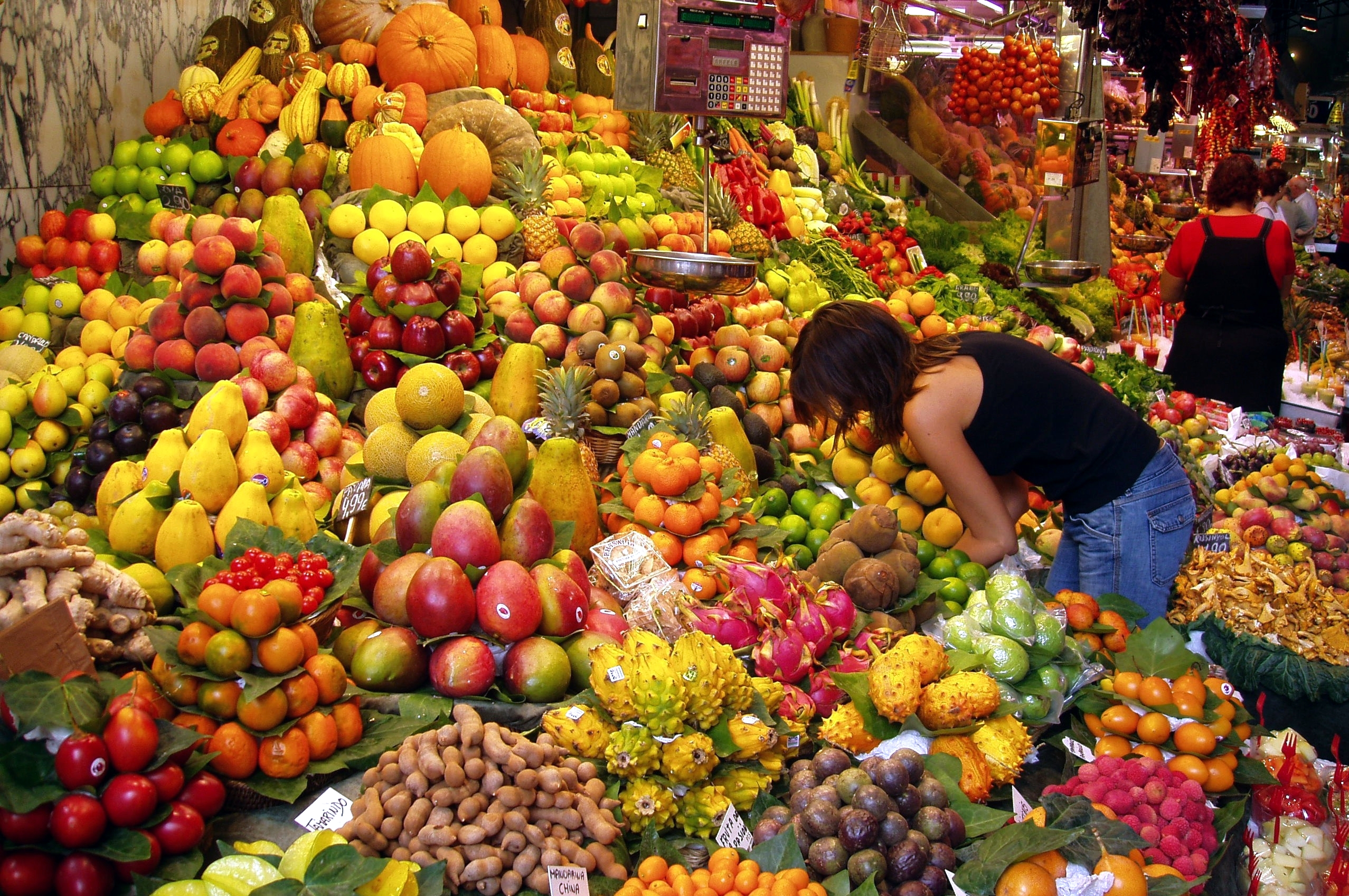
Obstmarkt in La Boqueria, Barcelona

Der Begriff Obst (althochdeutsch obaz, mittelhochdeutsch ob(e)z, frühneuhochdeutsch obs; „Obst, Baumfrucht“) setzt sich aus dem Verhältniswort ob sowie einem mit essen verwandten Verbalnomen mit einer Ausgangsbedeutung ‚Zuspeise‘ (zur Grundnahrung), ursprünglich wohl Hülsenfrüchte, zusammen. Die unorganische -t-Endung tritt seit dem 16. Jahrhundert auf. Die Bezeichnung ist gemeinwestgermanisch, siehe mittelniederdeutsch ōvet, āvet, ōves, ōvest, mittelniederländisch und niederländisch ooft sowie altenglisch ofet(t).
Die Unterscheidung zwischen Obst und Gemüse ist nicht biologisch, sondern kulturell bedingt und daher unscharf. In der Regel stammt Obst von mehrjährigen und Gemüse von einjährigen Pflanzen (laut Lebensmitteldefinition). Der Zuckergehalt beim Obst ist meist höher. Botanisch gesehen entsteht Obst aus der befruchteten Blüte, Gemüse entsteht aus anderen Pflanzenteilen. Paprika, Tomaten, Kürbisse, Zucchini, Auberginen und Gurken sind zwar Früchte und gehören laut der obigen (botanischen) Definition zu Obst (da sie aus befruchteten Blüten entstehen), werden aber als einjährige Pflanzen (Lebensmitteldefinition: Gemüse) und gemeinhin wegen der fehlenden Süße beziehungsweise Säure als Fruchtgemüse bezeichnet. Rhabarber hingegen ist ein Blattstiel, wird aber auch als Obst verwendet.
Die unten beschriebene Einteilung von Obst in Obstartengruppen (Kernobst, Steinobst, exotische Früchte usw.) ist die heute im Handel übliche. In der Botanik dagegen fasst man unter dem Sammelbegriff Obst „alle diejenigen Samen und Früchte kultivierter oder wild wachsender Pflanzen zusammen, die im Allgemeinen roh gegessen werden und von angenehmem, meist süßlichem oder säuerlichem Geschmack sind. Sofern es sich dabei um Samen handelt, sind sie auch wegen des hohen Zuckergehalts und des damit verbundenen hohen Energiegehalts sehr nahrhaft, während Früchte, deren Samen häufig nicht mit verzehrt werden, in der Regel Fruchtfleisch mit hohem Wassergehalt und daher nur geringen Nährwert besitzen. Dank ihres Gehalts an Vitaminen und Mineralsalzen stellen sie aber […] eine wichtige Ergänzung zur Nahrung dar […].“

## Einteilung

### Obstarten

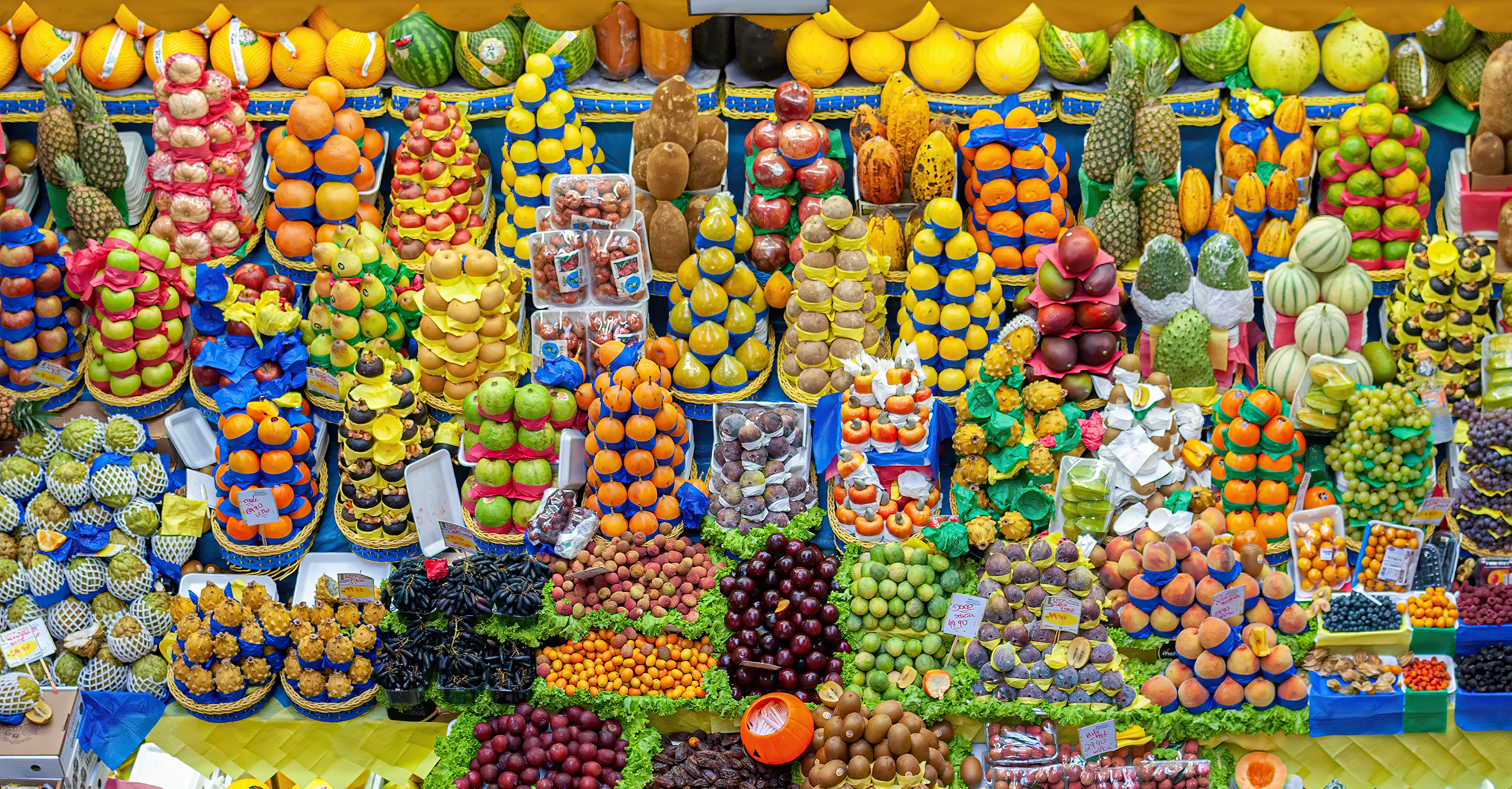
Obst verschiedener Arten auf einem Obstmarkt in São Paulo

Verschiedene Pflanzengruppen der Nutzpflanzen und deren Arten geben Früchte, die als Obst bezeichnet werden. Die Einteilung von Obst erfolgt in Gartenbau und Handel nicht streng botanisch. Die typischen Artengruppen sind Kernobst, Steinobst, Beerenobst, Schalenobst, klassische Südfrüchte und weitere exotische Früchte.
Daneben gilt auch eine Einteilung nach „heimischer“ und importierter Ware verschiedener Art (etwa als Flugobst) aus Sicht der Herkunft und des Transports sowie seit einiger Zeit aus biologischem Anbau im Sinne einer Qualitätsangabe. Außerdem gibt es noch kaum gewerbsmäßig genutztes Wildobst.
In Deutschland wird die Vielfalt von Obstarten und -sorten an der Deutschen Genbank Obst (DGO) in Dresden-Pillnitz gesammelt und erhalten.

### Obstsorten
Innerhalb einer obsttragenden Art gibt es zahlreiche züchterische Sorten, also Varietäten mit verschiedenen Eigenschaften, was Aussehen, Gehalt und Eigenschaften bezüglich Reife, Lagerung und Verwendung betrifft. Geschützte Handelssorten unterliegen dem Sortenschutz; daneben gibt es zahlreiche traditionelle Sorten, Alte Sorten genannt, die sich in der regionalen Landwirtschaftsgeschichte entwickelt haben. Hier spricht man dann etwa von Edelsorte und Bauernobst.
Zu den Sorten einzelner Arten siehe:
- Liste von Apfelsorten
- Liste von Birnensorten
- Liste der Esskastaniensorten
- Liste von Kirschsorten
- Liste von Quittensorten
- Liste von Rebsorten
- Liste von Tafeltraubensorten (Sorten zum Keltern sind Rebsorten.)

Je nach Obstnutzung wird Tafel- und Wirtschaftsobst unterschieden, ersteres sind Sorten von bester Qualität für den Einzelhandel und direkten Verzehr, zweiteres für die Weiterverarbeitung, also Saftproduktion, Einmachobst und ähnliches sowie Industrieobst als Rohstoff für spezielle Produkte wie Geliermittel oder Lebensmittelzusatzstoffe und Farbstoffe.
Typische Nutzungssorten sind etwa Lagerobst, das erst nachreift und nicht gekühlt oder sofort verzehrt werden muss, oder spezielle Kochobstsorten mit sich erst durch Erwärmung entwickelndem Geschmack. Lagersorten spielen heute aber im kommerziellen Anbau keine Rolle mehr, da durch verbesserte Lagermöglichkeiten (CA-Lager) und den preisgünstigen Import von der Südhalbkugel das ganze Jahr über frisches Obst angeboten werden kann.

### Qualitätsklassen
Die einzelnen Früchte werden nach Größe und Qualität in verschiedene Handelsklassen einsortiert. Exemplare, welche die Anforderungen an die Handelsklassen nicht erfüllen, werden aussortiert und anderweitig verwertet. Die drei Qualitätsklassen sind Extra, I und II, sie sind als EU-Qualitätsnorm festgelegt.

## Lagerung
Ananas, Bananen, Papaya und Zitrusfrüchte sind kälteempfindlich und sollten nicht bei Kühlschranktemperaturen von 4 bis 8 Grad Celsius gelagert werden, sondern bei 8 bis 12 Grad.